# Burmoniscus cederholmi
Burmoniscus cederholmi is een pissebed uit de familie Philosciidae. De wetenschappelijke naam van de soort is voor het eerst geldig gepubliceerd in 1988 door Taiti & Manicastri.